# کبک تایوانی
کبک تایوانی (نام علمی: Arborophila crudigularis) نام یک گونه از سرده کبک‌های تپه است. کبک تایوانی یا کبک تپه‌ای تایوانی گونه‌ای از پرندگان از خانواده Phasianidae است. تنها در تایوان یافت می‌شود و زیستگاه طبیعی آن جنگل‌های پهن برگ است. از دست دادن زیستگاه آن را تهدید می‌کند، اما در حال حاضر توسط اتحادیه بین‌المللی حفاظت از طبیعت (IUCN) به عنوان کمترین نگرانی طبقه‌بندی شده‌است.